# Callidula posticalis
Callidula posticalis es una polilla de la familia Callidulidae. Está encontrado en Nueva Irlanda en Papúa Nueva Guinea, Dinesh Dhanai.